# Belagerung von Port Arthur
Port Arthur (Seeschlacht) – Tschemulpo – Yalu – Nanshan – Te-li-ssu – Hitachi-Maru-Vorfall – Motien-Pass – Tashihchiao – Hsimucheng – Port Arthur (Belagerung) – Gelbes Meer – Ulsan – Korsakow – Liaoyang – Shaho – Sandepu – Mukden – Tsushima – Sachalin
Die Belagerung von Port Arthur (jap. 旅順攻囲戦 ryojun kōisen; russisch Оборона Порт-Артура) dauerte vom 19. Julijul. / 1. August 1904greg. bis zum 20. Dezember 1904jul. / 2. Januar 1905greg. und war das längste und eines der verlustreichsten Gefechte des Russisch-Japanischen Krieges. Das an der Südspitze der chinesischen Halbinsel Liaodong gelegene Port Arthur, eigentlich Lüshunkou, war als einziger eisfreier Tiefwasserhafen Russlands im Fernen Osten die Basis des 1. Pazifischen Geschwaders und dadurch von strategischer Bedeutung für militärische Aktionen der russischen Pazifikflotte im Gelben Meer.
Die Belagerung gilt aus militärhistorischer Sicht als Wendepunkt der Kriegsführung, da hier erstmals im großen Stil Waffen und Taktiken eingesetzt wurden, die prägend für die militärischen Strategien der ersten Hälfte des 20. Jahrhunderts sein sollten. So wurden während der Belagerung erstmals Maschinengewehre und schwere Belagerungsgeschütze in großen Stückzahlen eingesetzt. Die Angriffe der Japaner auf die stark befestigten russischen Schützengräben und Bunkerstellungen führten zu einem langwierigen und verlustreichen Grabenkrieg.
Aus der Ostsee wurde während der Belagerung ein 2. Pazifisches Geschwader zum Entsatz der Festung verlegt. Dessen Fahrt um den halben Erdball zog sich jedoch über acht Monate hin und wurde durch den Doggerbank-Zwischenfall noch verzögert, so dass die russische Garnison am 2. Januar 1905 kapitulierte. Der Verlust des Hafens und damit einer der wichtigsten Operationsbasen der Russen machte die Pläne einer Vereinigung des 1. und 2. Pazifischen Geschwaders zunichte und gilt als vorentscheidend für die Niederlage Russlands.

## Vorgeschichte
Die russische Garnison von knapp 50.000 Mann stand unter dem Kommando des Generals Anatolij Michailowitsch Stößel (1848–1915). Im Hafen lag das aus 13 Kreuzern und Schlachtschiffen bestehende 1. Pazifische Geschwader des Admirals Makarow.
Die Befestigungsanlagen waren nach Plänen des Generals Totleben gebaut worden. Ein Großteil der Befestigungen war jedoch aufgrund mangelnder Ressourcen zu Beginn des Krieges noch nicht komplett ausgebaut. Noch am 16. Februar 1904 waren über 5000 Mann mit den Arbeiten beschäftigt. Es wurden 5 Redouten, 3 Lünetten, zahlreiche Batterien, etliche Kilometer an Schützengräben und weitere Einrichtungen bereitgestellt. Der äußere Verteidigungsring bestand aus einer Reihe flacher Hügel, darunter Hsiaokushan und Takushan im Osten sowie den Hügeln Namakoyama, Akasakayama und den Hügeln 174 und 203 im Westen. Diese waren schwer befestigt. Ungefähr 1,5 km hinter dieser ersten Verteidigungslinie befand sich eine starke Mauer, welche die Altstadt von Lüshun umschloss. Diese Linie war von den Russen nach Westen hin weiter ausgebaut worden und schloss auch die Neustadt von Port Arthur mit ein.

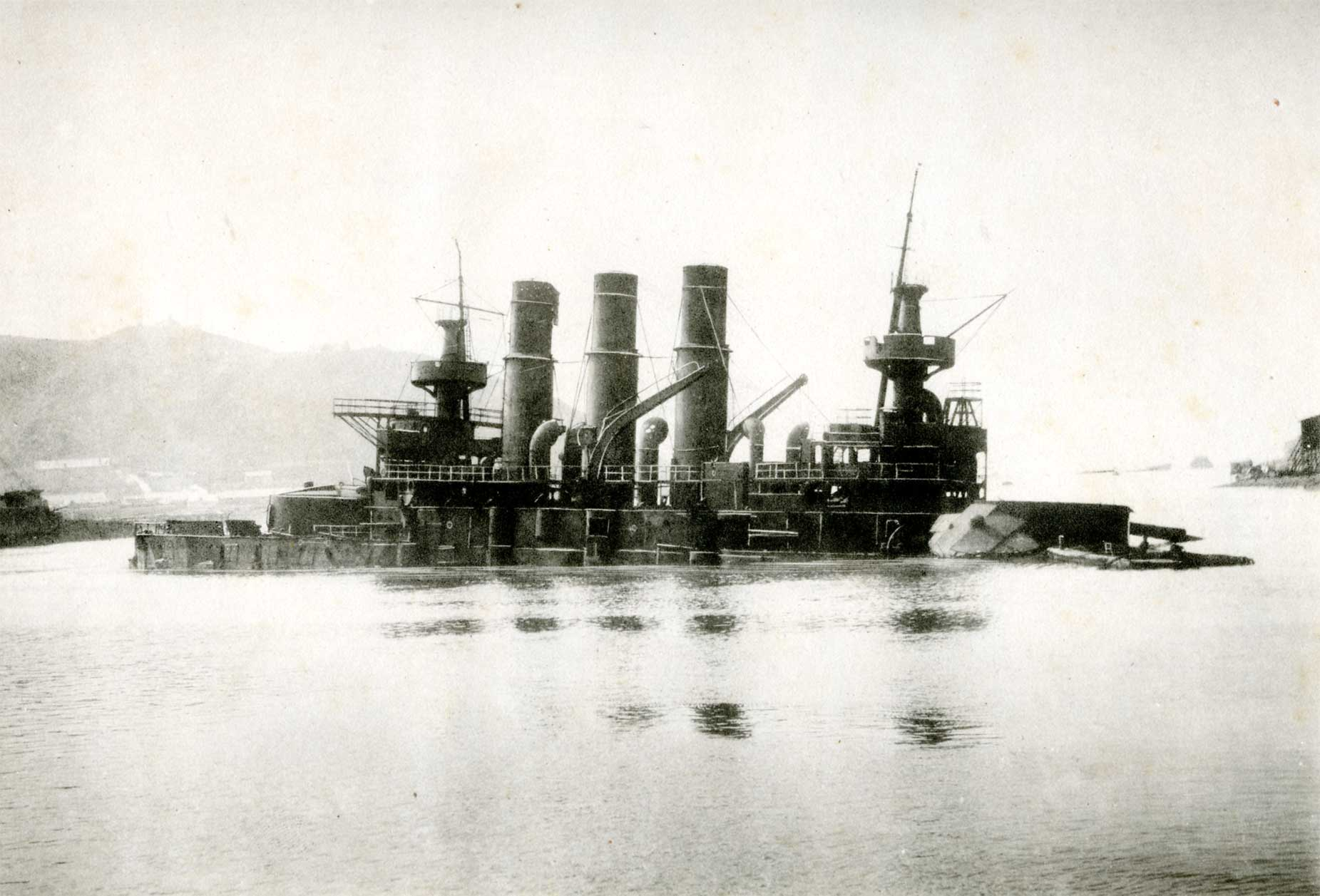
Das im Hafen versenkte Schlachtschiff Retwisan

In der Nacht vom 8. auf den 9. Februar 1904 griff die Kaiserlich Japanische Marine ohne vorherige Kriegserklärung den Hafen von Port Arthur an. Dabei wurden die Schlachtschiffe Retwisan und Zessarewitsch sowie der Kreuzer Pallada schwer beschädigt. Da Admiral Tōgō Heihachirō seine Torpedoboote in mehreren Wellen angreifen ließ, konnten die Russen alle weiteren Angriffe abwehren. Tōgōs Flotte blockierte in der Folge die Zufahrt zum Hafen und lieferte sich eine Reihe kleinerer Gefechte mit der russischen Flotte. Einen entscheidenden Rückschlag erlitten die Russen, als Admiral Makarows Flaggschiff Petropawlowsk am 13. April 1904 auf eine Mine lief und mit einem Großteil der Besatzung, darunter dem Admiral, versank.
Das Kommando übernahm Admiral Withöft, der die Flotte meist untätig im Hafen liegen ließ, so dass die Japaner ungehindert mit der Anlandung der Truppen in der Nähe der koreanischen Stadt Incheon beginnen konnten. Zuvor hatten sie dort den russischen Kreuzer Warjag und das Kanonenboot Korejez nach einem für die Russen aussichtslosen Gefecht zur Selbstversenkung gezwungen. General Stößel zog sich am 30. Juli 1904 komplett nach Port Arthur zurück, nachdem sich die 3. Japanische Armee unter dem Kommando des Generals Nogi Maresuke der Stadt genähert hatte.

## Verlauf

### Gefecht um die Hügel Takushan und Hsuaokushan

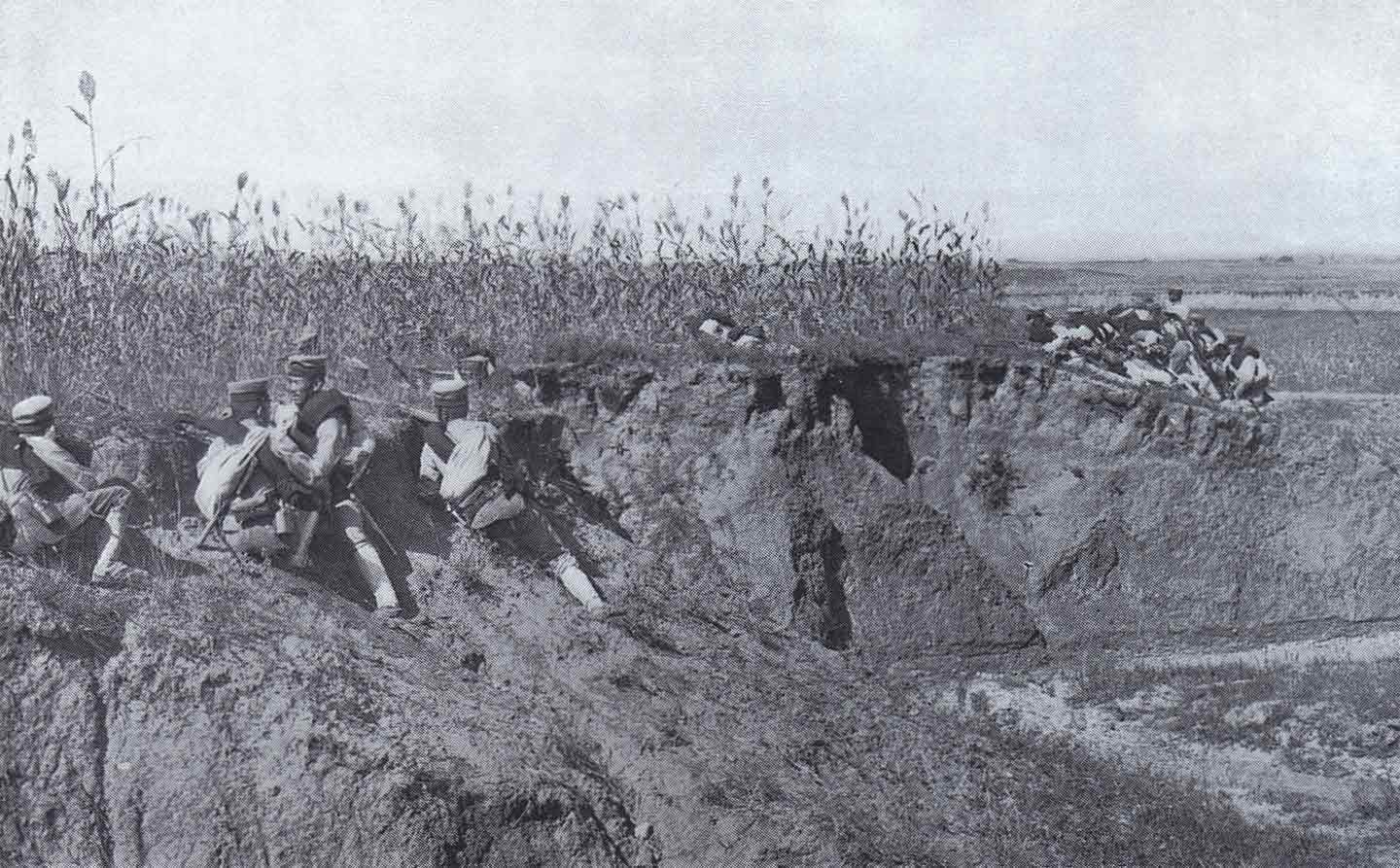
Japanische Infanteristen bereiten sich auf die Attacke vor

Vom 7. August bis 19. August 1904 schossen die Japaner mit Land- und Schiffsgeschützen die russischen Befestigungsanlagen sturmreif. Währenddessen bereitete sich die japanische Armee im Nordosten darauf vor, die ersten, weiter vorgelegenen Hügel Takushan und Hsuaokushan anzugreifen. Deren Befestigungen waren nicht so stark ausgebaut, aber die Hügel waren von steilen Abhängen umschlossen und lagen direkt am Fluss Ta, der von den Russen zusätzlich angestaut worden war, um ein stärkeres Hindernis darzustellen. Nach den vorbereitenden Bombardements ließ General Nogi seine Infanterie angreifen.
Starker Regen und schlechte Sicht behinderte den japanischen Vorstoß und viele Japaner ertranken im Fluss. Unter schweren Verlusten gelang es den Japanern jedoch, beide Hügel am 8. und 9. August einzunehmen. Nach dem Verlust der Hügel telegrafierte Zar Nikolaus II. an Admiral Withöft und befahl einen sofortigen Ausbruchsversuch der Flotte. Am Morgen des 10. August stach das Geschwader in See und traf auf die sie erwartende Flotte Tōgōs. In der nun folgenden Seeschlacht im Gelben Meer fiel Admiral Withöft, und der Großteil der russischen Flotte kehrte in den Hafen zurück, wo die Schiffe nunmehr untätig verblieben.

### Gefecht um den Hügel 174

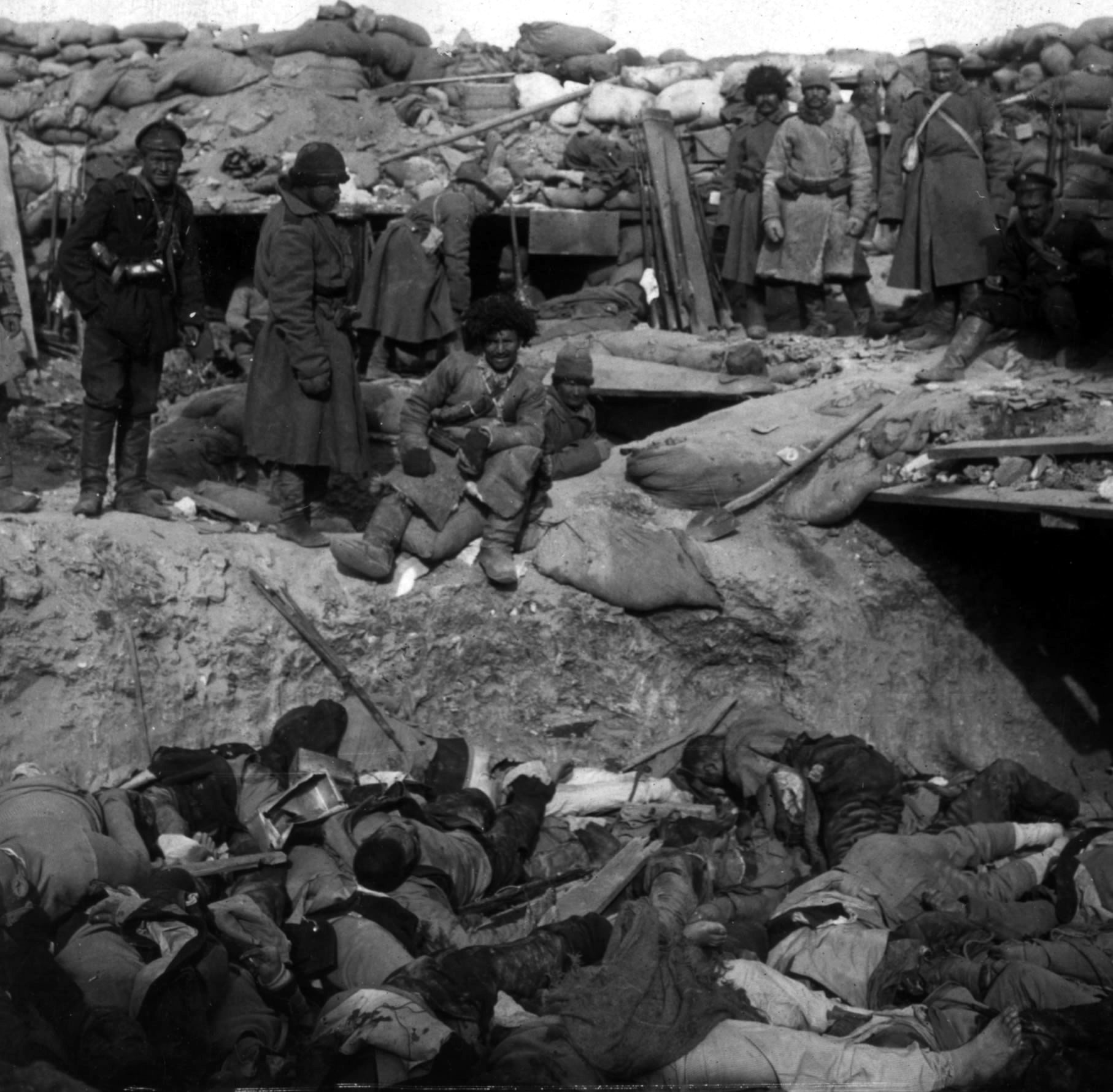
Russische Soldaten über einem eroberten Schützengraben

Nachdem die Russen ein Kapitulationsangebot der Japaner ausgeschlagen hatten, begann ein weiterer Angriff am 19. August 1904. Der Hauptvorstoß zielte auf den Hügel 174. Dieser wurde vom 5. und 13. Ostsibirischen Regiment und Seeleuten des 1. Pazifischen Geschwaders unter dem Kommando des Oberst Tretjakow verteidigt. Mangels Nachschub an frischen Truppen mussten sich die Verteidiger am 20. August zurückziehen und den Hügel den Japanern überlassen. Bis zu diesem Zeitpunkt hatte Nogis Strategie der Frontalangriffe die japanischen Verluste auf 16.000 Tote und Verwundete ansteigen lassen. Da die geringen Geländegewinne in keinem Verhältnis zu den Verlustzahlen standen, änderte Nogi seine Strategie und richtete sich auf eine längere Belagerung ein.

### Die Belagerung

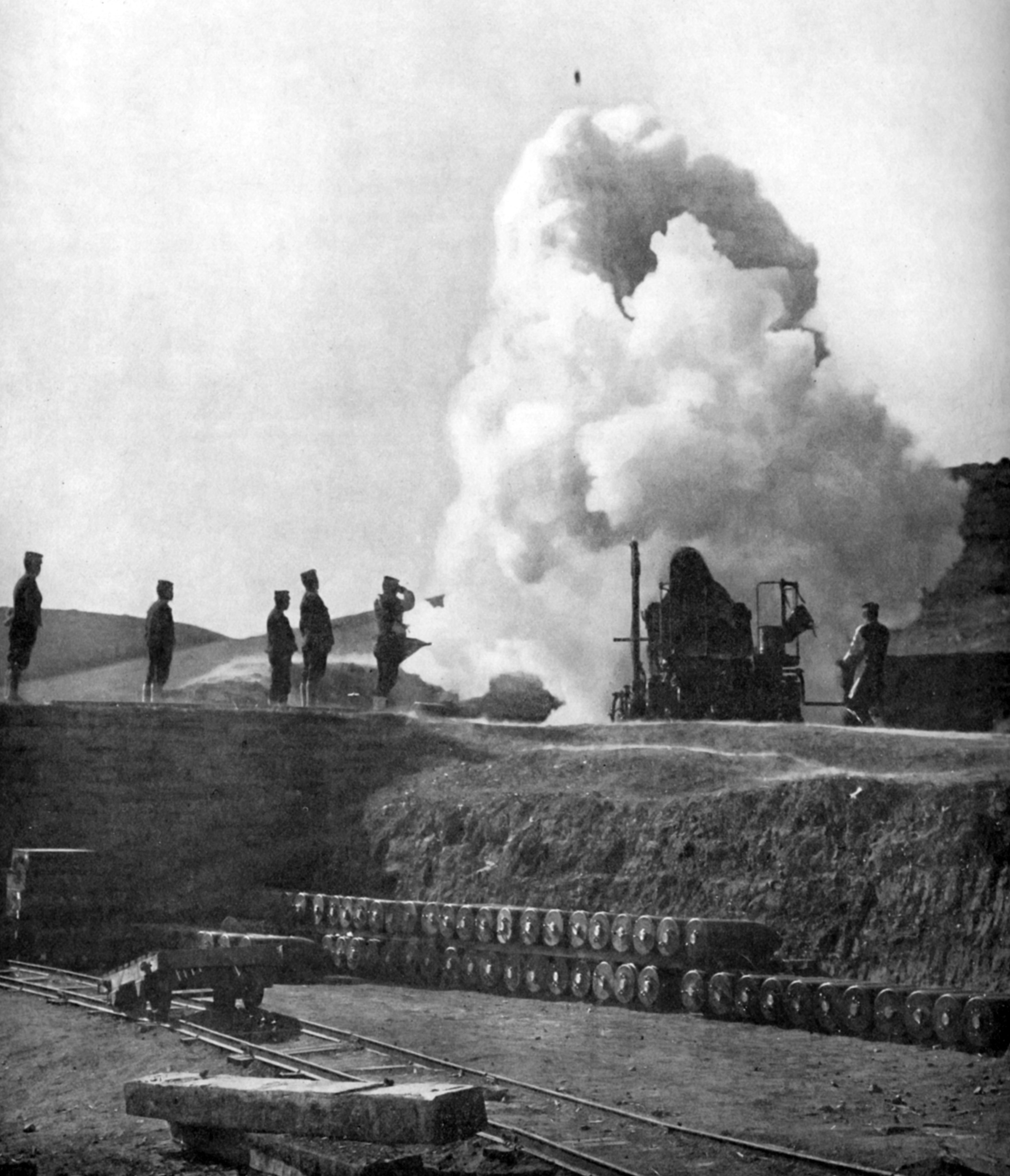
Ein japanisches 280-mm-Geschütz feuert auf russische Stellungen

General Nogi beauftragte seine Sappeure mit der Konstruktion eines Tunnelsystems unter den russischen Stellungen, die er durch gezielte Minenexplosionen zum Einsturz bringen wollte. Gleichzeitig verstärkte er seine Truppen um 16.000 Mann und forderte weitere Artillerie-Unterstützung an, vor allem um seine hohen Verluste aus den ersten Gefechten wieder auszugleichen. Einen entscheidenden Vorteil brachten 28-cm-Haubitzen, die in den folgenden Monaten über 16.949 Geschosse auf die russischen Stellungen abfeuern sollten.

General Stößel musste sich derweil mit Unruhen unter seinen Untergebenen auseinandersetzen. Zusätzlich kam es unter den Mannschaften aufgrund der schlechten Versorgung zu ersten Fällen von Skorbut und Diarrhöe. Der japanische General Kodama Gentarō lenkte Nogis Aufmerksamkeit auf den auch Hoher Berg genannten Hügel 203, von dem aus man das gesamte Hafengelände überblicken konnte. Kodama erkannte die Bedeutsamkeit des Hügels für die russische Verteidigung und sah in ihm den Schlüssel zum japanischen Sieg. Bis Mitte September hatten die Japaner ein Netzwerk von Gräben bis an die russischen Stellungen herangetrieben. Beim Angriff am 19. September 1904 eroberten sie das Wasserwerk der Stadt. Am selben Tag eroberten sie den Hügel Namakoyama.

### Gefecht um den Hohen Berg (Hügel 203)

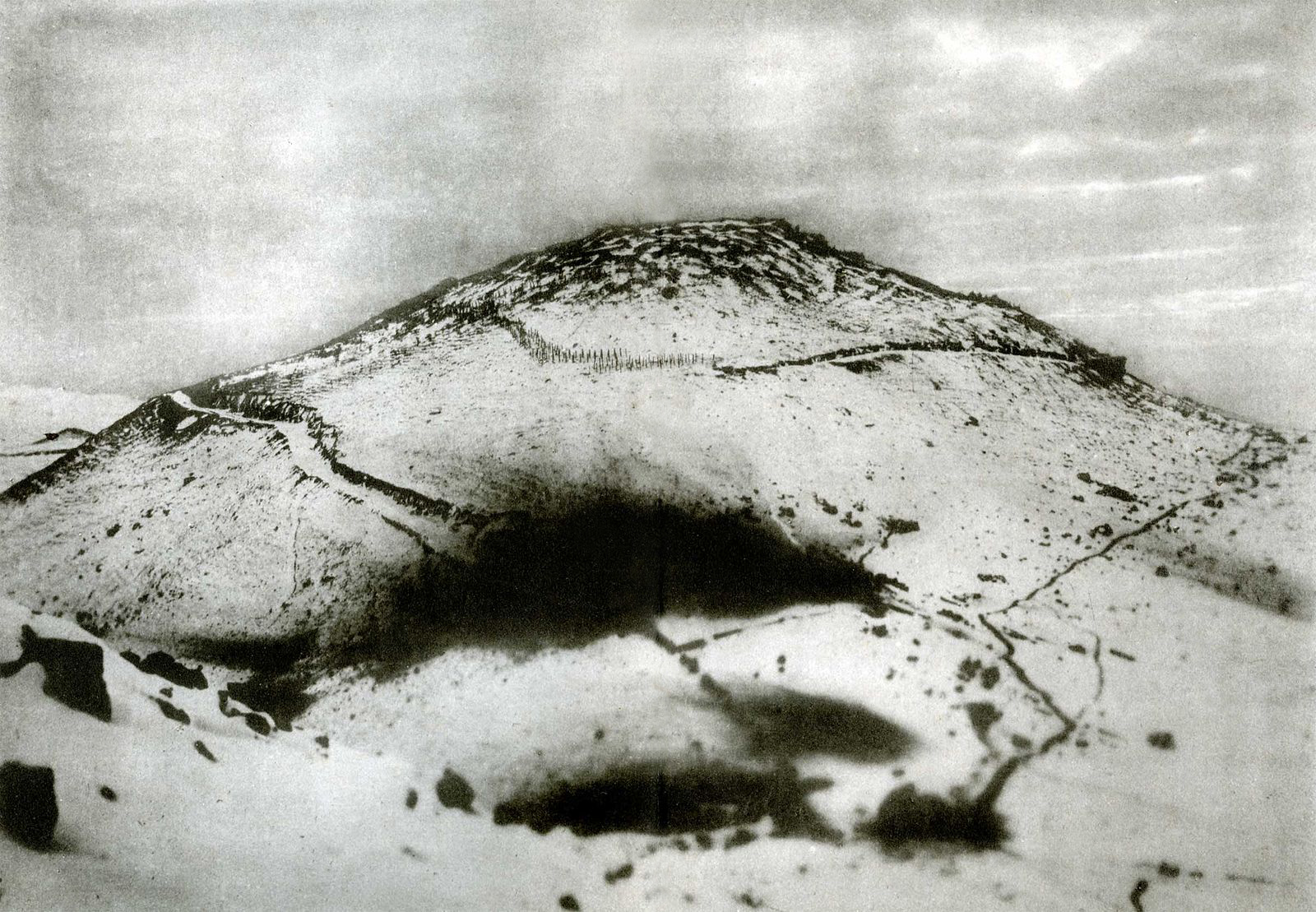
Hügel 203, 14. Dezember 1904

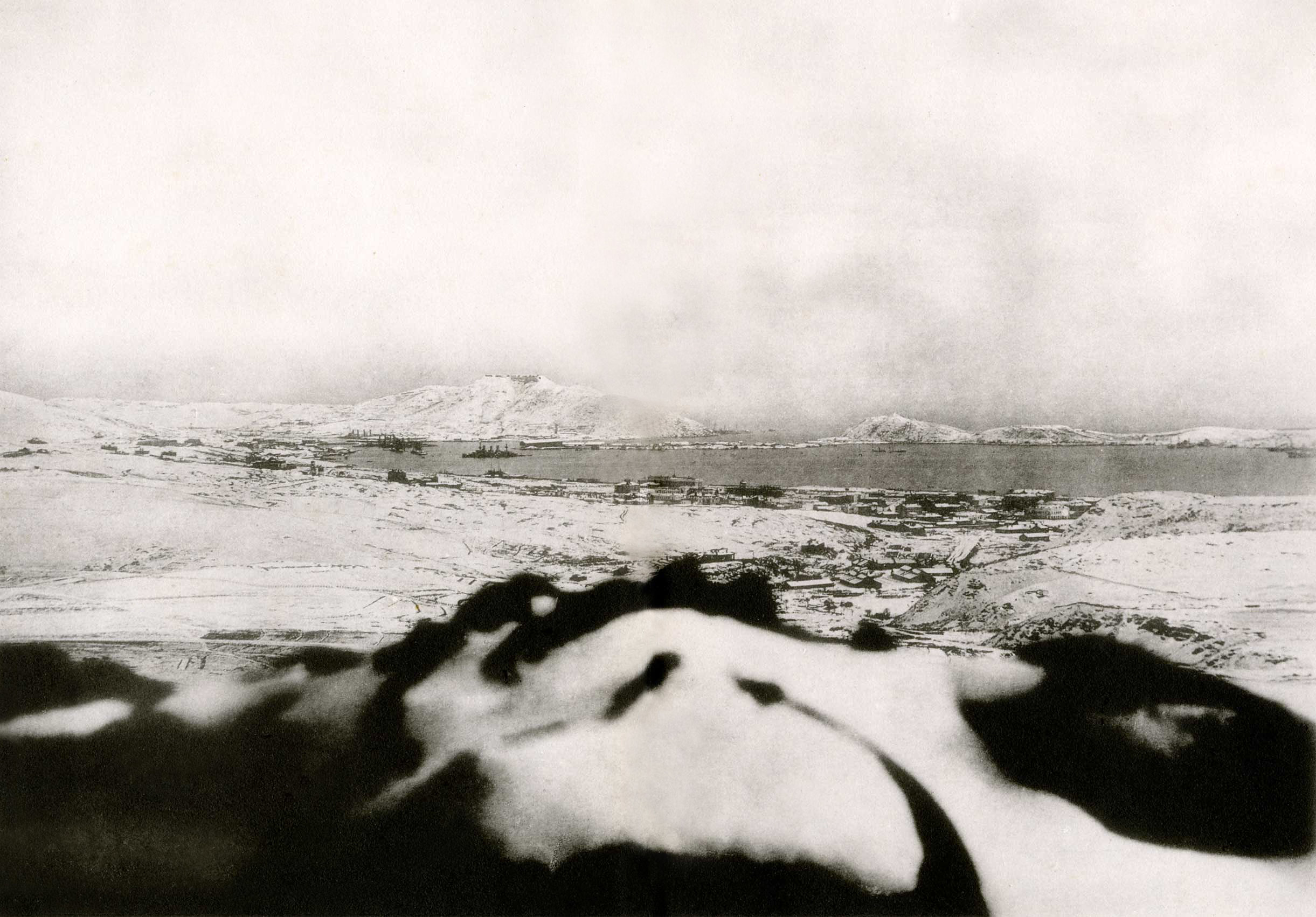
Blick vom Hügel 203 über den Hafen

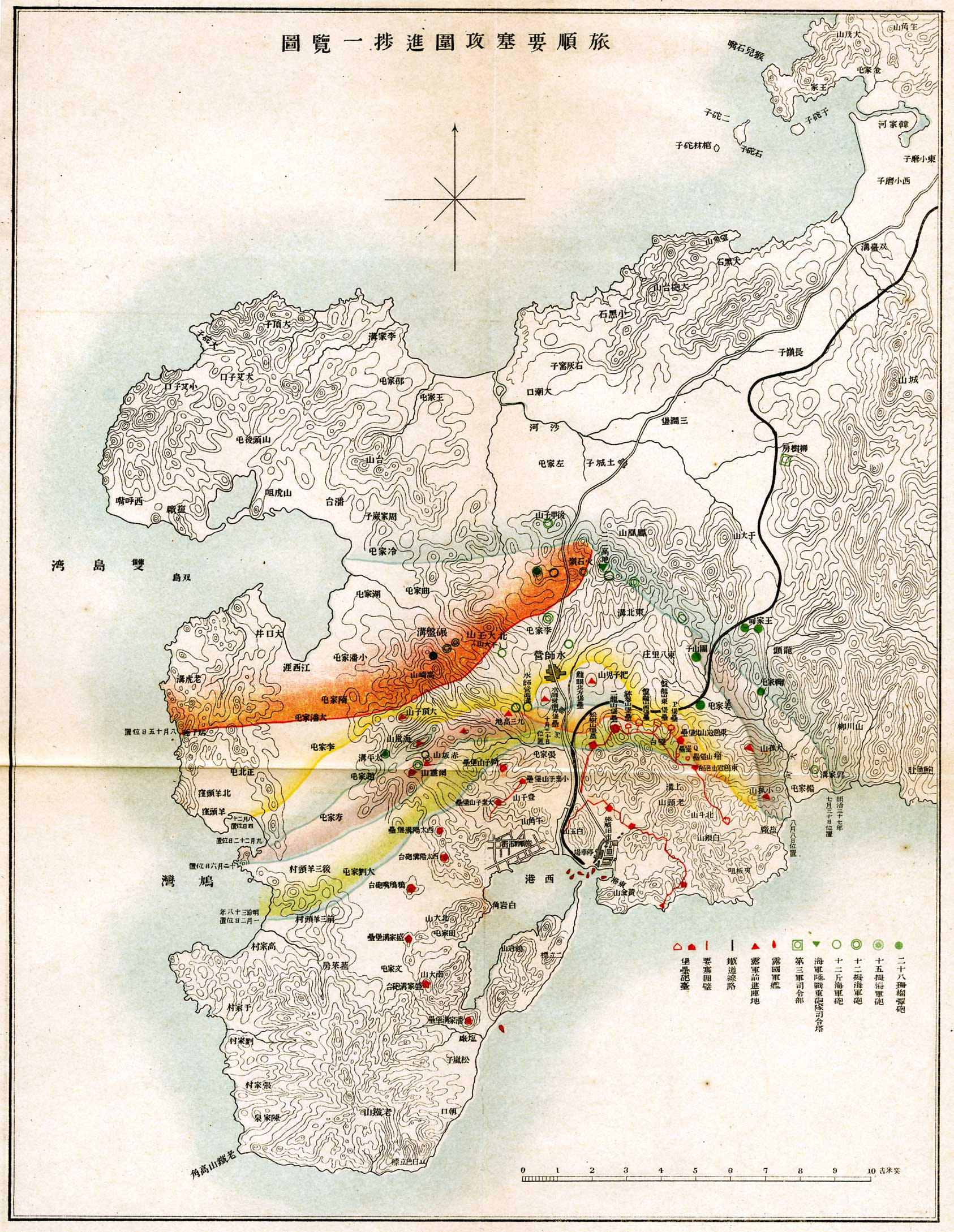
Frontverlauf während der Belagerung

Die Angriffe der Japaner konzentrierten sich zunehmend auf den Hügel 203, doch die russischen Verteidiger schlugen jede Attacke unter schweren Verlusten beider Seiten zurück. Geländegewinne von wenigen Metern wurden bei den nachfolgenden Gegenangriffen der jeweils anderen Seite meist sofort wieder zurückerobert. Nachdem Nogi mehr als 3.500 Mann verloren hatte, ohne Boden gut gemacht zu haben, entschied er sich dafür, die Angriffe vorerst auszusetzen. Diese Pause wurden von den Russen genutzt, um die Stellungen am Hügel weiter auszubauen. Nogi setzte währenddessen den Artilleriebeschuss der Stadt und des Hafens fort.

Am 29. Oktober 1904 wollte Nogi den Hügel mit einem weiteren massiven Frontalangriff einnehmen, um ihn dem Tennō, Kaiser Meiji, an dessen Geburtstag am 3. November als Geschenk präsentieren zu können. Nach sechs Tagen und einem äußerst erbitterten Kampf konnte Nogi jedoch lediglich den Tod von weiteren 124 Offizieren und 3.611 Soldaten nach Tokio berichten. Mit dem Beginn des Winters erhielt Nogi weitere Geschütze, die zusätzlich mit den bereits 450 in Stellung gebrachten den Beschuss der russischen Stellungen fortsetzten. Mit Hilfe von Telefonleitungen konnten die Japaner schließlich ihren Beschuss besser koordinieren und aus einer zentralen Feuerleitstelle steuern.
Die Nachrichten über das 2. russische Geschwader, das auf dem Weg in den Fernen Osten war und sich bereits im Atlantik befand, verstärkten den politischen Druck auf Nogi, der den Hügel nun um jeden Preis einnehmen musste. Die Russen unter dem Kommando von Oberst Tretjakow hatten in der Zwischenzeit ihre Befestigungsanlagen am Hügel 203 weiter verstärkt. Die Verteidigungsanlagen waren trotz der vorausgegangenen Angriffe weitgehend intakt. Die steilen Hänge waren zusätzlich mit unter Strom stehenden Stacheldraht-Zäunen umzogen worden.
Nach zwei weiteren Rückschlägen musste Nogi befürchten, seines Kommandos enthoben zu werden. Dank der Fürsprache des Kaisers durfte er auf seinem Posten bleiben, bekam aber General Kodama Gentarō zur Seite gestellt, der Nogi weiter bedrängte, den Hügel endlich einzunehmen.

Die Pioniere hatten die Tunnelsysteme noch näher an die russischen Stellungen herangetrieben und am 26. November 1904 befahl Nogi einen weiteren Angriff. Die Frontalangriffe auf die Forts Erhlung und Sungshu wurden jedoch von den Russen erneut zurückgeschlagen. Die Japaner verloren offiziell 4.000 Mann, möglicherweise waren die Verluste jedoch doppelt so hoch.
Am Morgen des 28. November 1904 begannen die Japaner, begleitet von massiver Artillerie-Unterstützung, einen erneuten Angriff auf die Hügel Akasakayama und 203. Sie erreichten die Stacheldrahtverhaue vor den russischen Verteidigungslinien und konnten diese Stellung über den nächsten Tag halten. Trotz des massiven Artilleriebeschusses konnten die russischen Verteidiger den Japanern durch ihr Maschinengewehrfeuer und durch den Einsatz von Handgranaten starke Verluste zufügen.

Das Gefecht wurde in den folgenden Tagen mit unveränderter Intensität fortgesetzt und am 5. Dezember 1904 gelang es den Japanern, Hügel 203 zu erobern. Auf der Spitze des Hügels fanden sie lediglich eine Handvoll russischer Überlebender. Die Russen starteten umgehend zwei Gegenattacken, um den Hügel zurückzuerobern, die jedoch beide fehlschlugen. Damit war der Hügel unter der Kontrolle der Japaner. Die Einnahme des Hügels hatte den Verlust weiterer 8.000 Soldaten gefordert. Unter den Toten war auch Nogis zweiter Sohn. Auf russischer Seite waren ebenfalls 6.000 Tote und Verwundete zu beklagen.

### Zerstörung der russischen Pazifikflotte

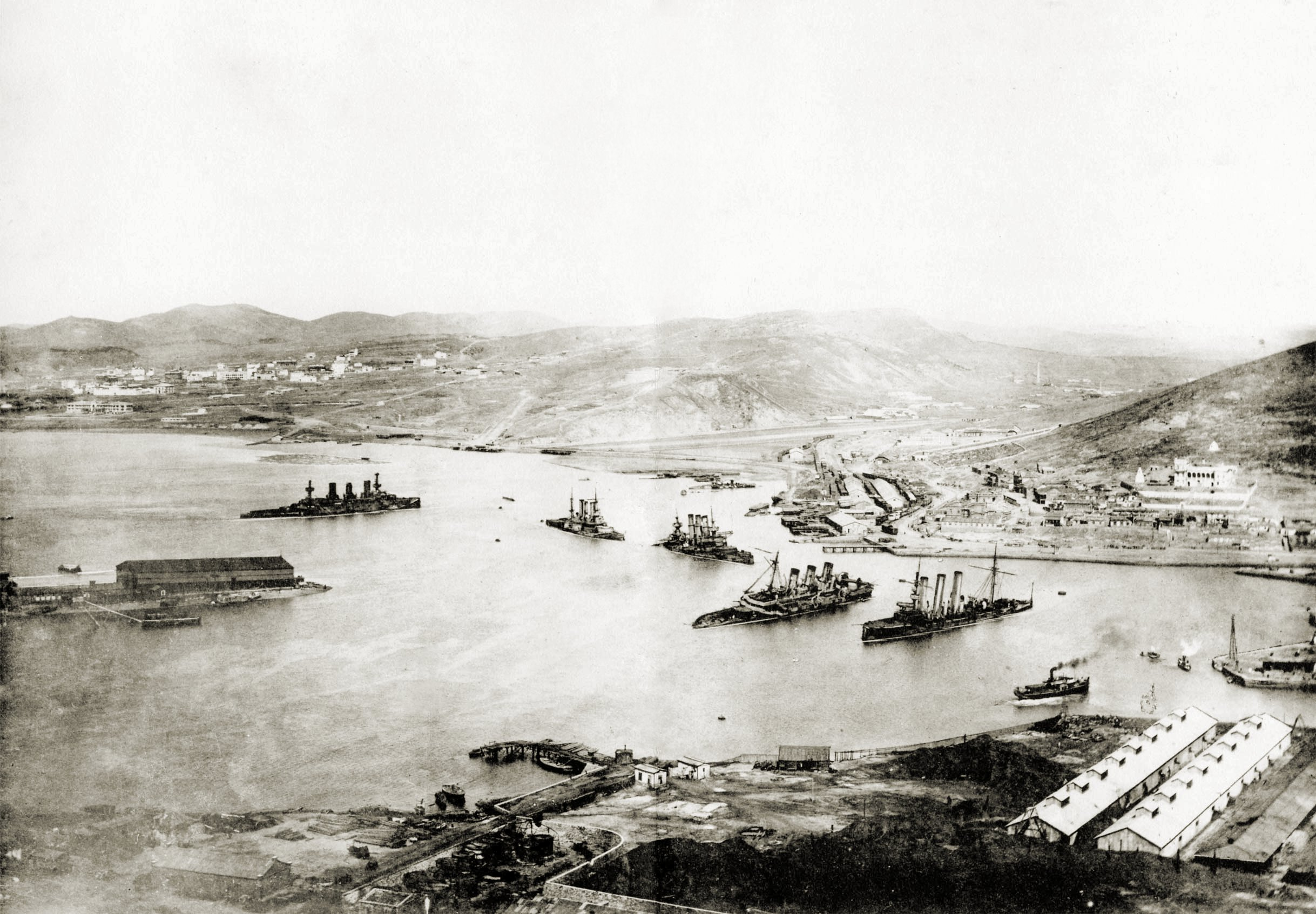
Versenkte Schiffe der russischen Flotte im Hafen von Port Arthur

Nachdem Nogi vorgeschobene Beobachter auf die Höhe 203 gesandt hatte, konnten diese das Feuer der 28-cm-Haubitzen per Telefonverbindung dirigieren und die russische Flotte damit in den kommenden Tagen systematisch vernichten. Einige Kommandanten kamen dem Unvermeidlichen zuvor und versenkten ihre Schiffe selbst. Am 5. Dezember wurde das Linienschiff Poltawa versenkt, am 7. Dezember die Retwisan. Am 9. Dezember 1904 sanken Pobeda und Pereswet sowie die Kreuzer Pallada und Bajan. Das Linienschiff Sewastopol konnte, obwohl bereits fünfmal von schweren Granaten getroffen, aus dem Schussbereich der Japaner manövriert werden.
Admiral Tōgō, der einen entsprechenden Befehl aus Tokio erhalten hatte, wollte die Sewastopol unter keinen Umständen entkommen lassen und schickte seine Torpedoboote in mehreren Wellen in den Hafen. In den folgenden drei Wochen feuerten die Japaner mehr als 124 Torpedos auf das Schiff und verloren ihrerseits zwei Zerstörer. Zeitgleich sank der japanische Kreuzer Takasago, der außerhalb des Hafens auf eine Mine gelaufen war. In der Nacht auf den 2. Januar 1905, als die russische Garnison kapitulierte, versenkte Kapitän Nikolai von Essen das letzte Linienschiff, die Sewastopol, selbst durch einseitiges Fluten im tieferen Teil des Hafens, um dadurch und durch die Seitenlage des Wracks eine Bergung durch die Japaner zu verhindern.

### Die Kapitulation

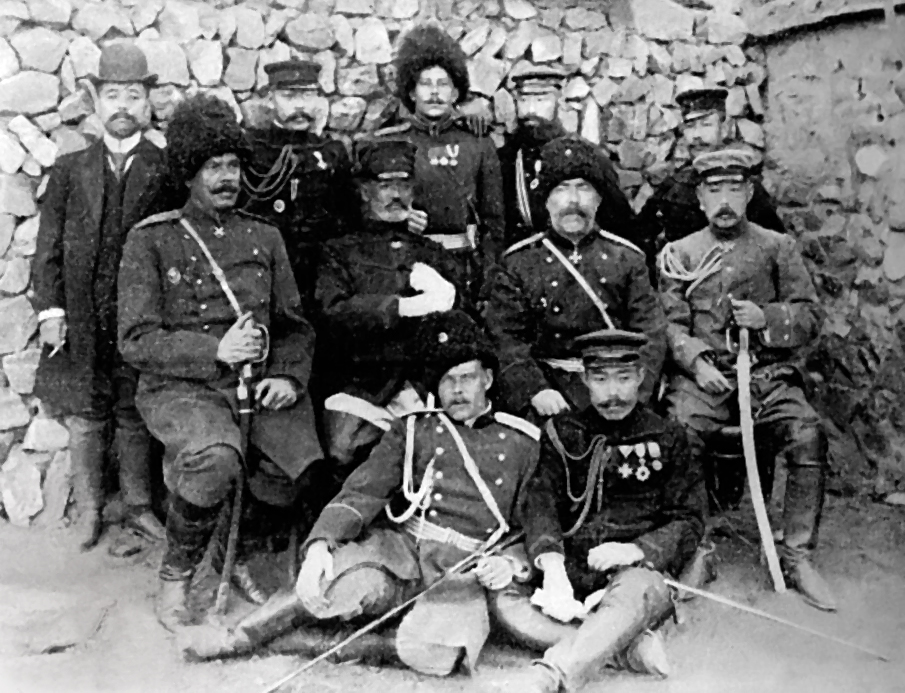
Die Generäle Nogi (Mitte links) und Stößel (Mitte rechts) während der Kapitulationsverhandlungen

Nach dem Verlust der Flotte beratschlagte Stößel am 8. Dezember 1904 gemeinsam mit seinem Stab, ob weiterer Widerstand noch sinnvoll wäre. Die Mehrzahl der ranghöheren Offiziere lehnte eine Kapitulation rundweg ab. Nach dem Tod General Kondratenkos am 15. Dezember 1904 im Fort Chikuan ersetzte Stößel diesen durch Generalleutnant Fok. Am 18. Dezember 1904 zündeten die Japaner eine 1.800 Kilogramm schwere Mine unter dem Fort Chikuan, das noch in derselben Nacht fiel. Am 28. Dezember ereilte Fort Erhlung das gleiche Schicksal. Am 31. Dezember 1904 erschütterte eine Serie von Explosionen die letzte verbleibende russische Stellung, Fort Sungshu, die noch am selben Tag aufgegeben werden musste.
Am 1. Januar 1905 fiel schließlich Wantai in japanische Hände. Am gleichen Tag baten Stößel und Fok bei General Nogi um die Aufnahme von Kapitulationsgesprächen. Stößel hatte keinen der anderen russischen Offiziere konsultiert. Die Kapitulationserklärung wurde am 2. Januar 1905 unterzeichnet. Die verbliebenen russischen Soldaten gingen in Kriegsgefangenschaft. Alle zivilen Personen, die sich noch in Port Arthur aufhielten, erhielten freies Geleit. Die russischen Offiziere konnten ebenfalls frei abziehen, sofern sie zusicherten, nicht mehr am Krieg teilzunehmen.
Insgesamt gingen 868 Offiziere, 23.491 Soldaten, 9.000 Seeleute des vernichteten Geschwaders und 16.000 Kranke und Verwundete in Kriegsgefangenschaft. Darüber hinaus erbeuteten die Japaner 546 Geschütze, 83.000 Granaten und 3.000 kg Pulver. Die Japaner bezifferten ihre Verluste später offiziell mit 57.780 Getöteten, Verwundeten und Vermissten. Nogi verließ Port Arthur mit der Mehrzahl seiner restlichen 120.000 Mann, um Feldmarschall Oyama bei der kurz bevorstehenden Schlacht von Mukden zu unterstützen.

## Auswirkungen

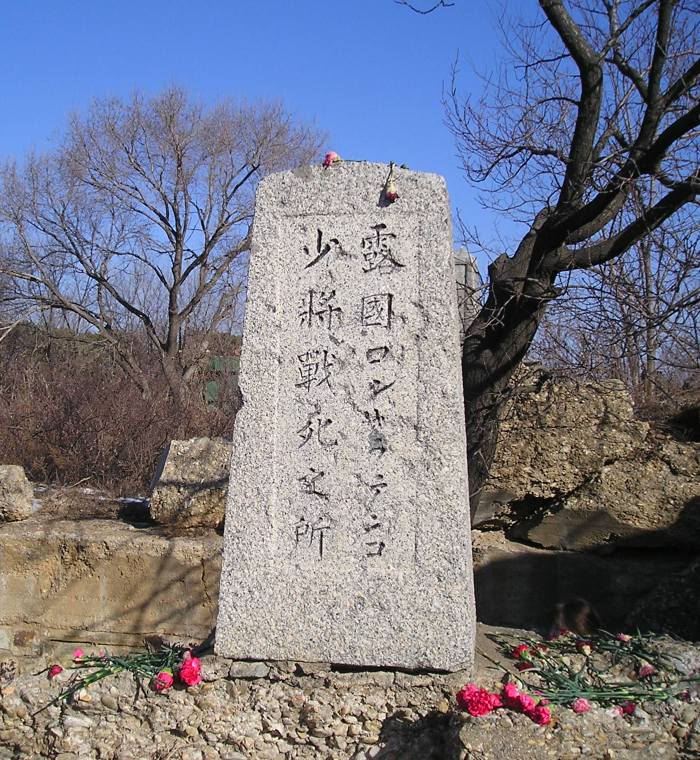
Grabmal des während der Belagerung gefallenen Generals Kondratenko

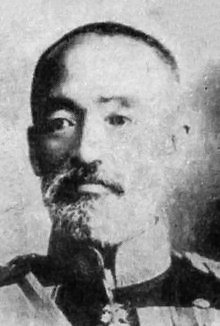
General Nogi Maresuke

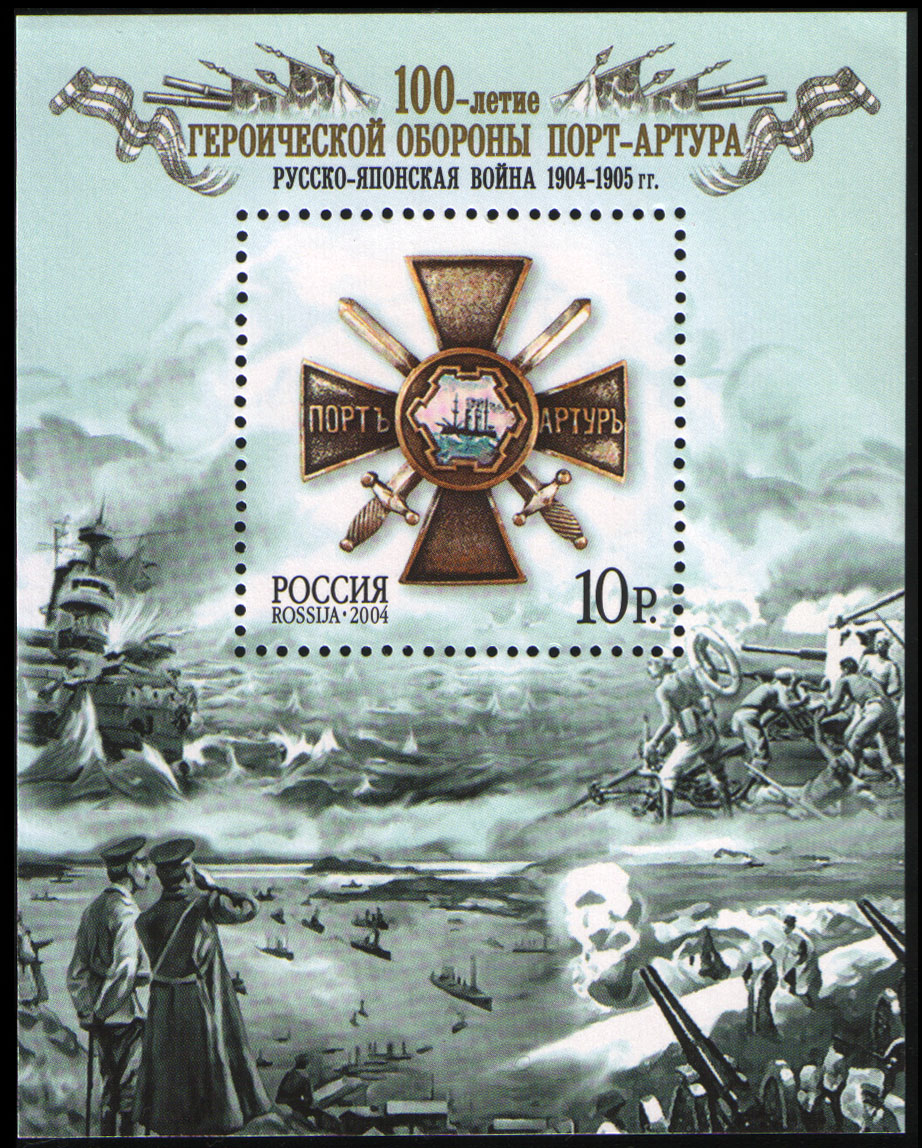
Briefmarke Russlands «100 Jahre der Belagerung von Port Arthur», Das Kreuz für Belagerung von Port Arthur, 2004

Die Nachricht vom Fall Port Arthurs schockierte die russische Bevölkerung und demoralisierte die restlichen Truppen. Das zu diesem Zeitpunkt vor Madagaskar liegende 2. Pazifische Geschwader unter Admiral Roschestwenski war seiner geplanten Operationsbasis beraubt. Beim Versuch, zu den restlichen Einheiten nach Wladiwostok durchzubrechen, kam es am 27. und 28. Mai zur Seeschlacht bei Tsushima, in der die Russen eine letzte vernichtende Niederlage erlitten. Damit war das Ende des Krieges besiegelt. Kurz darauf nahm der Zar ein Vermittlungsangebot des US-Präsidenten Theodore Roosevelt an. Am 5. September 1905 wurde der Friedensvertrag von Portsmouth im Portsmouth Naval Shipyard unterzeichnet.

Die Japaner bargen in den folgenden Monaten die Mehrzahl der im Hafen versenkten Schiffe, setzten sie instand und stellten die Schiffe wieder in Dienst. General Stößel sowie seine ihm unterstellten Offiziere Foch und Smirnow wurden bei ihrer Rückkehr nach Russland wegen Feigheit vor dem Feind angeklagt. Stößel wurde am 7. Februar 1908 zunächst zum Tod durch Erschießen verurteilt. Das Urteil wurde später in eine zehnjährige Haftstrafe umgewandelt. Er wurde nach einem knappen Jahr im Gefängnis am 6. Mai 1909 aus der Haft entlassen. Stößel starb im Januar 1915.
General Nogi, der seine beiden Söhne im Gefecht verloren hatte und sich für den Tod von Tausenden seiner ihm unterstellten Soldaten verantwortlich fühlte, bat den Tennō um die Erlaubnis, Seppuku begehen zu dürfen. Kaiser Meiji verweigerte ihm dies. Nach Meijis Tod beging Nogi am 13. September 1912 gemeinsam mit seiner Frau Shizuko Seppuku. Beide werden in den ihnen gewidmeten Nogi-Schreinen als Kami verehrt. Die von zahlreichen Kriegsberichterstattern beobachtete Belagerung brachte verschiedene Erkenntnisse auf dem Gebiet des Militärwesens. Der massive Einsatz moderner Maschinengewehre und schwerer Belagerungsgeschütze hatte sich als äußerst effektiv erwiesen.
Die verhältnismäßig lange Zeitdauer der Belagerung stärkte andererseits bei einigen Festungsbauern die Gewissheit, dass ihre Bauwerke so lange standhalten würden, bis an anderer Stelle eine militärische Entscheidung erreicht würde. Dieser Ansatz erwies sich jedoch im Ersten Weltkrieg nicht unbedingt als richtig: einerseits wurden die Forts des Festungsrings um Lüttich mit schwerer Belagerungsartillerie (darunter die „Dicke Bertha“) innerhalb weniger Tage zur Übergabe gezwungen (→ Eroberung von Lüttich (1914)), andererseits erwies sich die französische Festung Verdun als unüberwindliches Hindernis für die deutschen Invasoren. Auch erkannte man zunehmend die große Bedeutung des Pionierwesens, da der Fall der Festung zu einem erheblichen Teil ein Erfolg der japanischen Sappeure und Mineure war.
Koordinaten: 38° 47′ 47″ N, 121° 14′ 10″ O

## Film
- Port Arthur – Die Schlacht im Chinesischen Meer (Originaltitel: Nihonkai daikaisen). Spielfilm, Japan, 1969. Regie: Ihiji Maruyama.
- Port Arthur – Die Schlacht der Entscheidung (Originaltitel: 203 kôchi). Spielfilm, Japan, 1980. Regie: Toshio Masuda.
- Die Schlacht wurde 2011 in Episode 11 der japanischen Fernsehserie Saka no Ue no Kumo thematisiert.